# Koutselió
Koutselió (Koutselio) är en ort i Grekland.   Den ligger i prefekturen Nomós Ioannínon och regionen Epirus, i den centrala delen av landet, 300 km nordväst om huvudstaden Aten. Koutselió ligger 537 meter över havet och antalet invånare är 1 118.
Terrängen runt Koutselió är kuperad.Runt Koutselió är det ganska glesbefolkat, med 35 invånare per kvadratkilometer. Närmaste större samhälle är Ioánnina, 10,0 km nordväst om Koutselió. Trakten runt Koutselió består till största delen av jordbruksmark.